# Anthony Mathis
Anthony Tyrone Mathis (West Linn, 23 novembre 1996) è un cestista statunitense.